# مارجورى وايت
مارجورى وايت (بالإنجليزية: Marjorie White)‏ هي ممثلة كندية وأمريكية، ولدت في 22 يوليو 1904 بوينيبيغ في كندا، وتوفيت في 21 أغسطس 1935 بهوليوود في الولايات المتحدة.

## وصلات خارجية
- مارجورى وايت على موقع IMDb (الإنجليزية)
- مارجورى وايت على موقع قاعدة بيانات برودواي على الإنترنت (الإنجليزية)
- مارجورى وايت على موقع قاعدة بيانات الفيلم (الإنجليزية)